# Santa Teresinha do Menino Jesus de Bedois

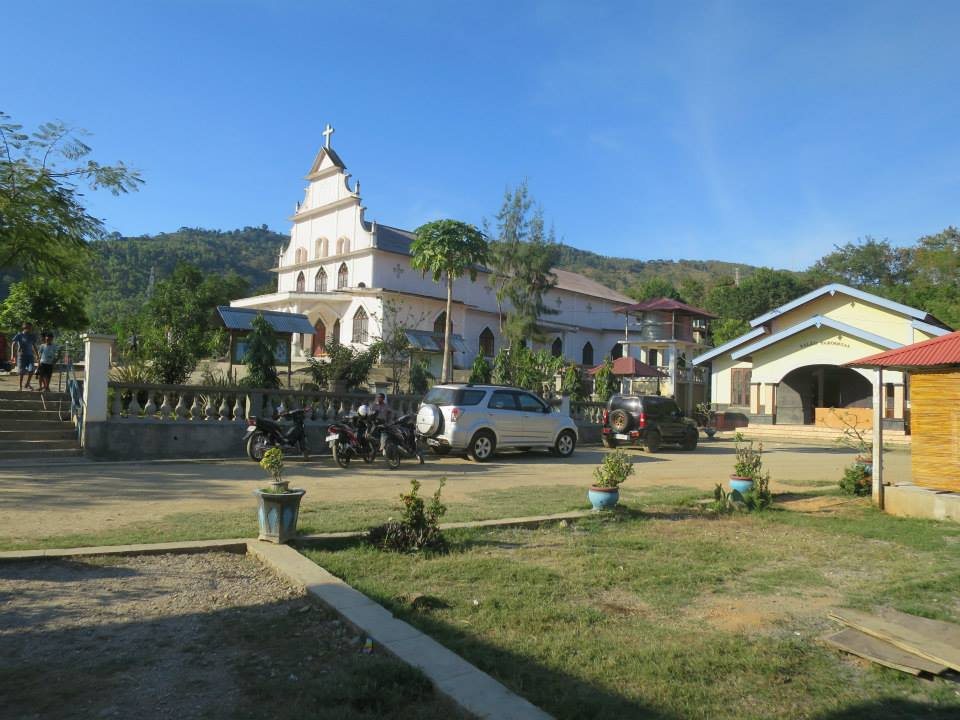
Santa Teresinha do Menino Jesus de Bedois

Die Igreja Paroquial Santa Teresinha do Menino Jesus de Bedois (deutsch Pfarrkirche heilige Theresia vom Kinde Jesus von Bedois) ist die katholische Pfarrkirche der osttimoresischen Pfarrei in Bedois. Sie liegt im Suco Camea (Verwaltungsamt Cristo Rei, Gemeinde Dili) im  Osten der Landeshauptstadt Dili. Die 1998 eingeweihte Kirche ist dem Dekanat Dilil des Erzbistums Dili unterstellt. Im Pfarrsaal der Gemeinde ist eine Vorschule untergebracht.

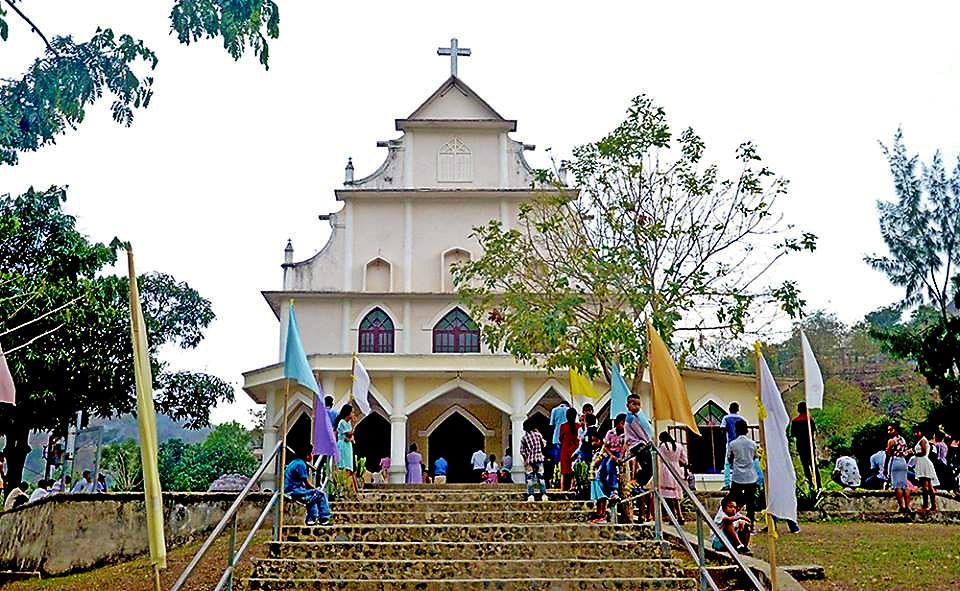
Frontansicht
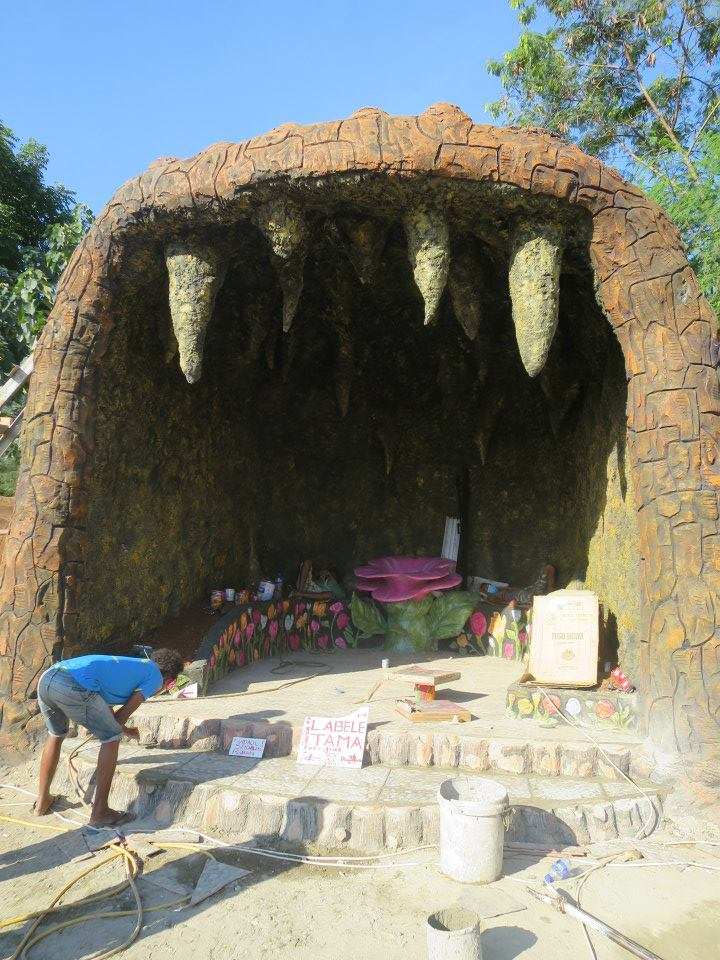
Gruta de Bedois, hinter der Kirche Santa Teresinha
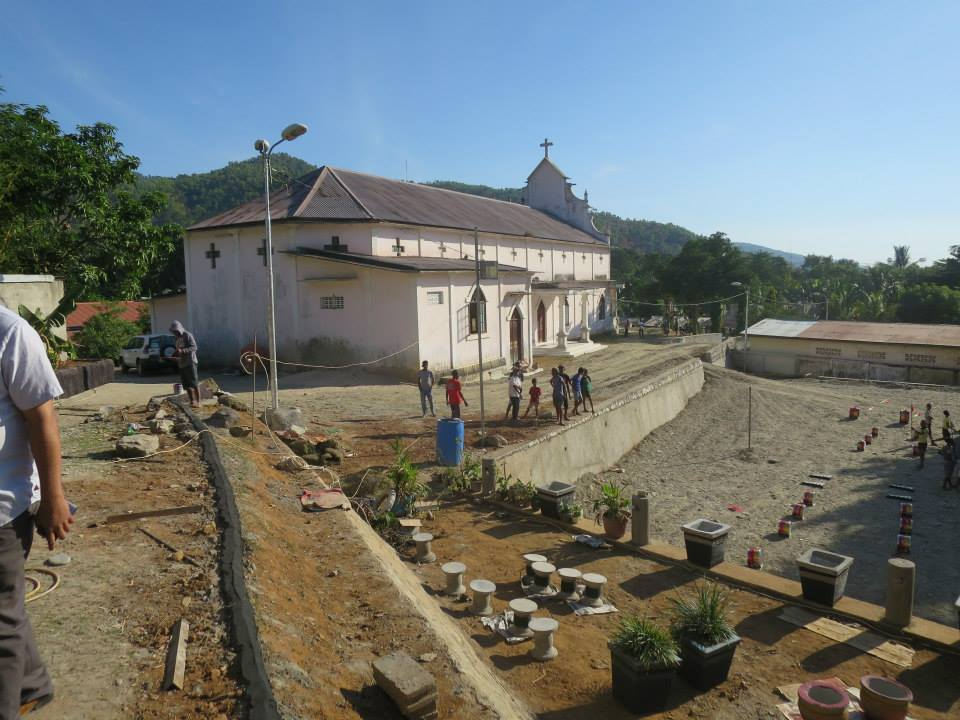
Die Kirche von der Rückseite aus gesehen
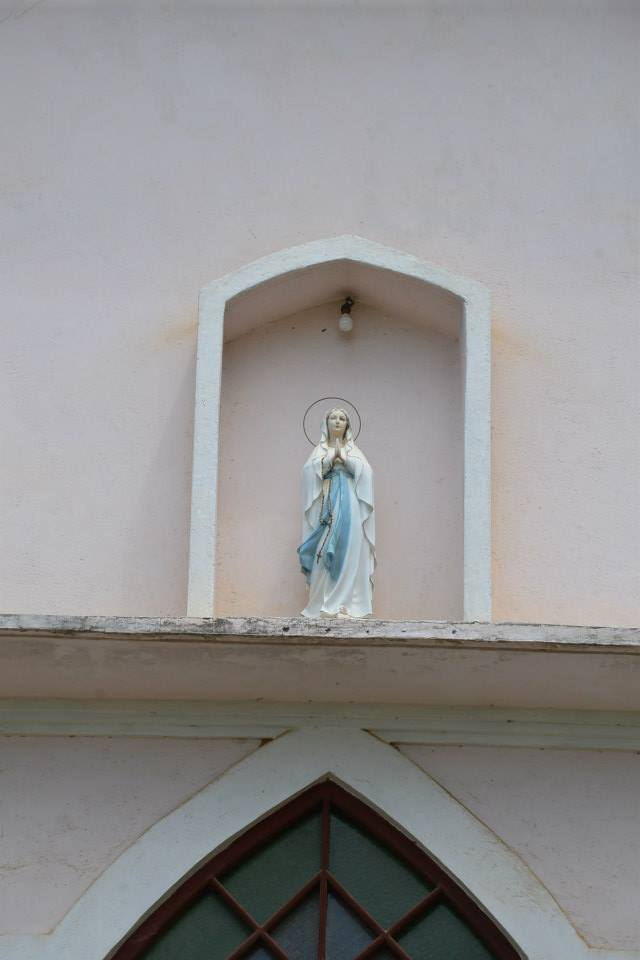
Statue Marias an der Fassade